# Città di Como Challenger 2013
Il Città di Como Challenger 2013 è stato un torneo di tennis facente parte della categoria ATP Challenger Tour nell'ambito dell'ATP Challenger Tour 2013. È stata l'8ª edizione del torneo che si è giocata a Como in Italia dal 26 agosto al 26 settembre 2013 su campi in terra rossa e aveva un montepremi di €30,000+H.

## Partecipanti singolare

### Teste di serie
| Nazionalità | Giocatore           | Ranking* | Testa di serie |
| ----------- | ------------------- | -------- | -------------- |
| Spagna      | Pablo Carreño Busta | 76       | 22             |
| Rep. Ceca   | Jan Hájek           | 103      | 55             |
| Germania    | Tejmuraz Gabašvili  | 120      | 678            |
| Serbia      | Dušan Lajović       | 144      | 89             |
| Belgio      | Steve Darcis        | 151      | 654            |
| Spagna      | Pere Riba           | 158      | 4567           |
| Germania    | Simon Greul         | 162      | 54             |
| Germania    | Bastian Knittel     | 1        | 3456           |
| Germania    | Dustin Brown        | 1        | 543            |

- Ranking al 19 agosto 2013.

### Altri partecipanti
Giocatori che hanno ricevuto una wild card:
- Andrea Arnaboldi
- Marco Crugnola
- Alessandro Giannessi
- Gianluca Naso

Giocatori che sono passati dalle qualificazioni:
- Moritz Baumann
- Ilija Bozoljac
- Lorenzo Giustino
- Mate Pavić
- Mate Delić (lukcy loser)

Giocatori che hanno ricevuto un entry come alternate:
- Enrique López-Pérez
- Tarō Daniel

## Vincitori

### Singolare
Pablo Carreño Busta ha battuto in finale  Dominic Thiem con il punteggio di 6–2, 5–7, 6–0.

### Doppio
Rameez Junaid /  Igor Zelenay hanno battuto in finale  Marco Crugnola /  Stefano Ianni 7–5, 7–6(2).